# Worcester Sharks

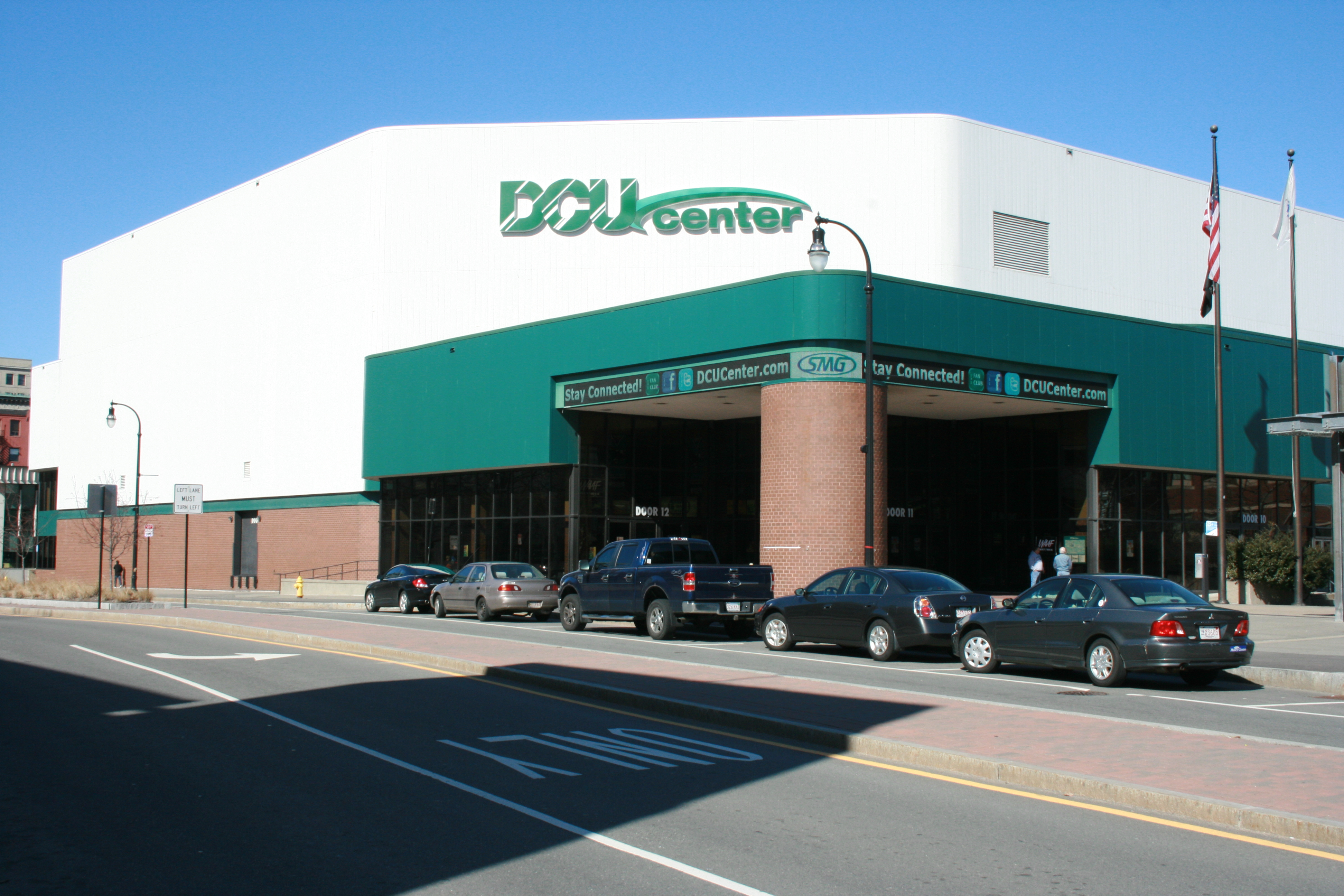
Centro DCU de Foster St

Los Worcester Sharks  era un equipo profesional de hockey sobre hielo en la American Hockey League (AHL), que jugaron desde el 2006 hasta el 2015.  Estaban afiliados con el equipo de la National Hockey League, San Jose Sharks, y estaban localizados en Worcester, Massachusetts, los Sharks jugaban sus partidos en casa en el DCU Center.

## Historia
El 9 de noviembre de 2004, los St. Louis Blues anunciaron la venta de los Worcester IceCats a los propietarios de su filial en ECHL, los Peoria Rivermen. Los nuevos propietarios cambiaron la franquicia a Peoria, IL, para la temporada 2005–06. Conmocionados por la derrota de los IceCats, la gente de Worcester negociaron con varias franquicias de la National Hockey League (NHL), en un intento de traer de vuelta el hockey a la ciudad. El 6 de enero de 2006, los San Jose Sharks anunciaron que moverían a su afiliado de la AHL, los Cleveland Barons, a Worcester, Massachusetts. Los Worcester Sharks tuvieron su primer juego de casa el 14 de octubre de 2006, delante de 7,230 aficionados, derrotando a los Portland Pirates. Los Sharks calificaron para la postemporada, en su primera temporada, pero fueron derrotados en seis juegos por los Manchester Monarchs, en la primera ronda.
El principal rival de los Sharks fueron los Providence Bruins, cuya génesis se remonta a los días de los IceCats'.[cita requerida]
Los Sharks fueron bien representados en los Juegos Olímpicos de Invierno del 2010 celebrados en Vancouver, con los ex Sharks, Joe Pavelski (jugador de los Estados Unidos), Douglas Murray (representando a Suecia) y acompañados también por los dos porteros que formaron parte de los dos primeros años de la franquicia, Thomas Greiss y Dimitri Patzold, representado a Alemania.
El 1 de noviembre de 2009, el entrenador, Roy Sommer, se convirtió en el cuarto entrenador de la historia de la AHL en conseguir 400 victorias. Para el 11 de enero de 2011, Sommer ya había estado con los Sharks en 1,000 partidos de temporada como entrenador principal de la American Hockey League, convirtiéndose en el cuarto hombre de la historia de la AHL en alcanzar esa meta.[cita requerida] El 11 de febrero de 2012, Sommer se convirtió en el cuarto entrenador en la historia de la AHL en alcanzar 500 partidos ganados, con la victoria de 3–2 sobre Hershey.

### Traslado a San Jose
El 26 de enero de 2015, fue reportado que los Sharks se moverían a San Jose y que compartirían el SAP Center at San Jose con su club compañero, los San Jose Sharks. Estos reportes fueron confirmados en el anuncio oficial de los Sharks, el 29 de enero. El 2 de abril de 2015, el equipo fue anunciado como los San Jose Barracuda.
Los Worcester no recibieron un equipo de la ECHL para reemplazar al equipo trasladado de la AHL, como fue el caso en otros mercados con equipos que fueron trasladados en el 2015, tales como Manchester, New Hampshire, Norfolk, Virginia y Glens Falls, Nueva York.
Este mercado fue previamente servido por:
- Worcester Warriors (1954–1956) - miembros de la Eastern Hockey League (1954–55) y Atlantic Hockey League (1955–56)
- Worcester IceCats (1994–2005) - afiliados de los St. Louis Blues

## Locutores
Radio
- Eric Lindquist - Play-by-Play

Televisión
- Eric Lindquist - Play-by-Play
- Kevin Shea - Color Commentary

## Resultados de cada temporada
| Campeones de la Calder Cup | Campeones de Conferencia | Campeones de División | Líder de la liga |

Registros del 21 de abril de 2015.

## Jugadores

### Capitanes de Equipo
- Ninguno, 2006–2007
- Graham Mink, 2007–2008
- Ryan Vesce, 2008–2010
- Jay Leach, 2010–2011
- Mike Moore, 2011–2012
- John McCarthy, 2012–2013
- Rob Davison, 2013–2014
- Bryan Lerg, 2014–2015

### Representantes Estelares
- Mathieu Darche, 2007 Canadiense
- Mike Iggulden, 2008 Canadiense
- Derek Joslin, 2009 Canadiense
- Ryan Vesce, 2009 Estadounidense
- Logan Couture, 2010 Canadiense
- Alex Stalock, 2010 Estadounidense
- Justin Braun, 2011 Estadounidense
- Jonathan Cheechoo, 2011 Canadiense
- Matt Irwin, 2012 Canadiense
- Bracken Kearns, 2013 Canadiense
- Matt Taormina, 2015 Estadounidense

### Alumnos Notables
Lista de alumnos de los Worcester Sharks que jugaron  en la National Hockey League:
|  | - Riley Armstrong - Steve Bernier - Justin Braun - Adam Burish - Joe Callahan - Matt Carle - Tom Cavanagh - Jonathan Cheechoo - Logan Couture - Mathieu Darche - Rob Davison - Jason Demers - Andrew Desjardins | - Scott Ferguson - Benn Ferriero - Barclay Goodrow - Josh Gorges - Thomas Greiss - Dwight Helminen - Tomas Hertl - Carter Hutton - Mike Iggulden - Matt Irwin - Derek Joslin - Melker Karlsson - Lukáš Kašpar | - Tyler Kennedy - Tim Kennedy - Claude Lemieux - Brandon Mashinter - John McCarthy - Jamie McGinn - Frazer McLaren - Kyle McLaren - Torrey Mitchell - Mike Moore - Mirco Mueller - Douglas Murray - Sandis Ozolinsh | - Dimitri Patzold - Joe Pavelski - Tomas Plihal - Devin Setoguchi - James Sheppard - Alex Stalock - Brad Staubitz - Matt Tennyson - Patrick Traverse - Ryan Vesce - Marc-Édouard Vlasic - Tommy Wingels - Steven Zalewski |

## Registros del jugador

### Líderes absolutos de la temporada regular
- Juegos jugados: Nick Petrecki, John McCarthy,  277
- Goles: John McCarthy, 63
- Asistencias: Tom Cavanagh, 92
- Puntos: John McCarthy, 151
- PIM: Frazer McLaren, 577
- Victorias: Thomas Greiss, 74
- Derrotas: Thomas Greiss, 60
- SO: Alex Stalock, Aaron Dell 4
- GAA más bajo: Aaron Dell, 2.06

### Temporada regular individual
- Más Goles: Mathieu Darche, 35 (2006–07)
- Más asistencias: Danny Groulx, 52 (2009–10)
- Más puntos: Mathieu Darche, 80 (2006–07)
- Más minutos de penalti: Matt Pelech, 238 (2012–13)
- Más goles de Power-Play: Mathieu Darche, 16 (2006–07)
- Más goles Shorthanded: Ryan Vesce, 3 (2008–09)
- Más apariciones: Alex Stalock, 61 (2009–10)
- Más minutos jugados: Alex Stalock, 3,534 (2009–10)
- Más victorias: Alex Stalock, 39 (2009–10)
- Más derrotas: Thomas Greiss, 24 (2008–09)
- Más Shutouts: Alex Stalock, 4 (2009–10) Aaron Dell, 4 (2014-15)
- GAA más bajo (mínimo 25 juegos): Aaron Dell, 2.06 (2014–15)
- Porcentaje más alto de salvadas (mínimo 25 juegos): Aaron Dell, .927 (2014–15)

### Líderes absolutos de los playoff
- Juegos jugados: 14 jugadores empatados, 12
- Goles: Patrick Traverse/Jamie McGinn/Andrew Desjardins, 4
- Asistencias: Riley Armstrong, 11
- Puntos: Riley Armstrong, 14

### Primicias de la franquicia
- Primer juego & Victoria: 6 de octubre del 2006. Worcester Sharks 4, Portland Pirates 3 [SO]
- Primer gol de la franquicia: 6 de octubre del 2006. Worcester Sharks 4, Portland Pirates 3 [SO]. Gol anotado por Mathieu Darche
- Primer Shutout de la franquicia: 11 de enero del 2008, hecho por Dimitri Patzold. Worcester Sharks 3, Providence Bruins 0.
- Primer Hat Trick de la franquicia: 22 de diciembre del 2006, hecho por Mathieu Darche. Worcester Sharks 6, Manchester Monarchs 4.
- Público más grande de la franquicia: 24 de febrero del 2012. 10,170 Providence Bruins 5, Worcester Sharks 3.

### Finales de la franquicia
- Último juego: 1 de mayo del 2015. Worcester Sharks 4, Hershey Bears 10 [juego 4, 1 ronda de Playoffs]
- Última victoria: 29 de abril de 2015. Worcester Sharks 4, Hershey Bears 1 [juego 3, 1 ronda de Playoffs]
- Último gol de la franquicia: 1 de mayo del 2015. Worcester Sharks 4, Hershey Bears 10 [juego 4, 1 ronda de Playoffs] gol anotado por Matt Taormina asistido por Oleksuk, Langlois.
- Último Shutout de la franquicia: 7 de abril de 2015, hecho por Aaron Dell. Worcester Sharks 1, Portland Pirates 0
- Último Hat Trick de la franquicia: 27 de febrero del 2015, hecho por Evan Trupp. Saint John's IceCaps 3, Worcester Sharks 6
- Último juego de casa de la franquicia: 25 de abril de 2015 Hershey Bears 3, Worcester Sharks 1 [juego 2, 1 ronda de Playoffs] Espectadores:4,045

### Líderes con mayor puntuación de la franquicia
Estos son los 10 jugadores con mayor puntuación de la franquicia.
Nota: Pos = Posición; GP = Juegos Jugados; G = Goles; A = Asistencias; Pts = Puntos;
| Jugador           | Pos | GP  | G  | A  | Pts |
| John McCarthy     | LW  | 277 | 63 | 88 | 151 |
| Dan DaSilva       | RW  | 239 | 60 | 84 | 144 |
| Tom Cavanagh      | C   | 202 | 46 | 92 | 138 |
| Steven Zalewski   | C   | 210 | 41 | 87 | 128 |
| Lukas Kaspar      | LW  | 216 | 46 | 79 | 125 |
| Mike Iggulden     | C   | 151 | 59 | 64 | 123 |
| Graham Mink       | RW  | 132 | 55 | 63 | 118 |
| Riley Armstrong   | RW  | 208 | 59 | 53 | 112 |
| Brandon Mashinter | LW  | 236 | 54 | 54 | 108 |
| Benn Ferriero     | C   | 121 | 44 | 59 | 103 |

## Entrenador principal
- Roy Sommer, 2006–2015